# Alexander Shirvanzade
Alexander Movsesyan (en arménien : Ալեքսանդր Շիրվանզադե), connu sous le nom de plume Shirvanzade, né le 18 avril 1858 et mort le 7 août 1935, est un romancier et un dramaturge arménien.